# Architecture now!
Architecture now! es una colección de libros compendiados por el historiador del arte Philip Jodidio y publicados por la editorial Taschen. La versión en español (Arquitectura hoy) aparece volúmenes trilingües junto con la versión en italiano (Architettura oggi) y la versión en portugués (Arquitectura dos nossos dias). Se trata de libros que presentan obras de arquitectura contemporánea, principalmente a través de fotos, que predominan sobre los planos, y textos breves.

## Libros
El nombre agrupa dos series de libros. La primera, en un formato menor, no está subtitulada y a fecha de 2011 lleva publicados siete volúmenes. La segunda serie está compuesta por libros de mayor formato que siguen una temática; así, hay dos libros dedicados a la vivienda, uno a las construcciones de madera, otro a la arquitectura sostenible, otro a las tiendas, otro a restaurantes, otro a hoteles, otro a museos, otro a arquitectura pública, etcétera.
- Datos: Q5702841